# Jason mirabilis
Jason mirabilis M.C. Miller, 1974 è un mollusco nudibranchio della famiglia Facelinidae. È l'unica specie nota del genere Jason.

## Biologia
Si nutre di idrozoi del genere Solanderia.

## Distribuzione e habitat
La specie è endemica delle acque della Nuova Zelanda, a profondità comprese tra 3 e 40 m.